# Aréna (édifice)
Pour les articles homonymes, voir arena et aréna.
Un aréna (n.m.) (mot canadien dérivé de l'anglais arena) est un espace couvert et fermé, souvent de forme circulaire ou ovale. 
L'édifice est conçu pour présenter des spectacles théâtraux et musicaux — notamment des concerts —, des comédies musicales ou encore des évènements sportifs.    

## Galerie

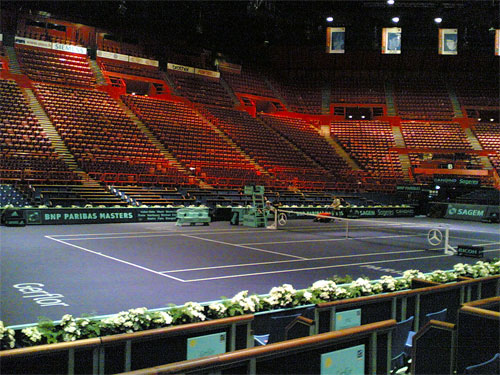
Accor Arena (à Paris Bercy)
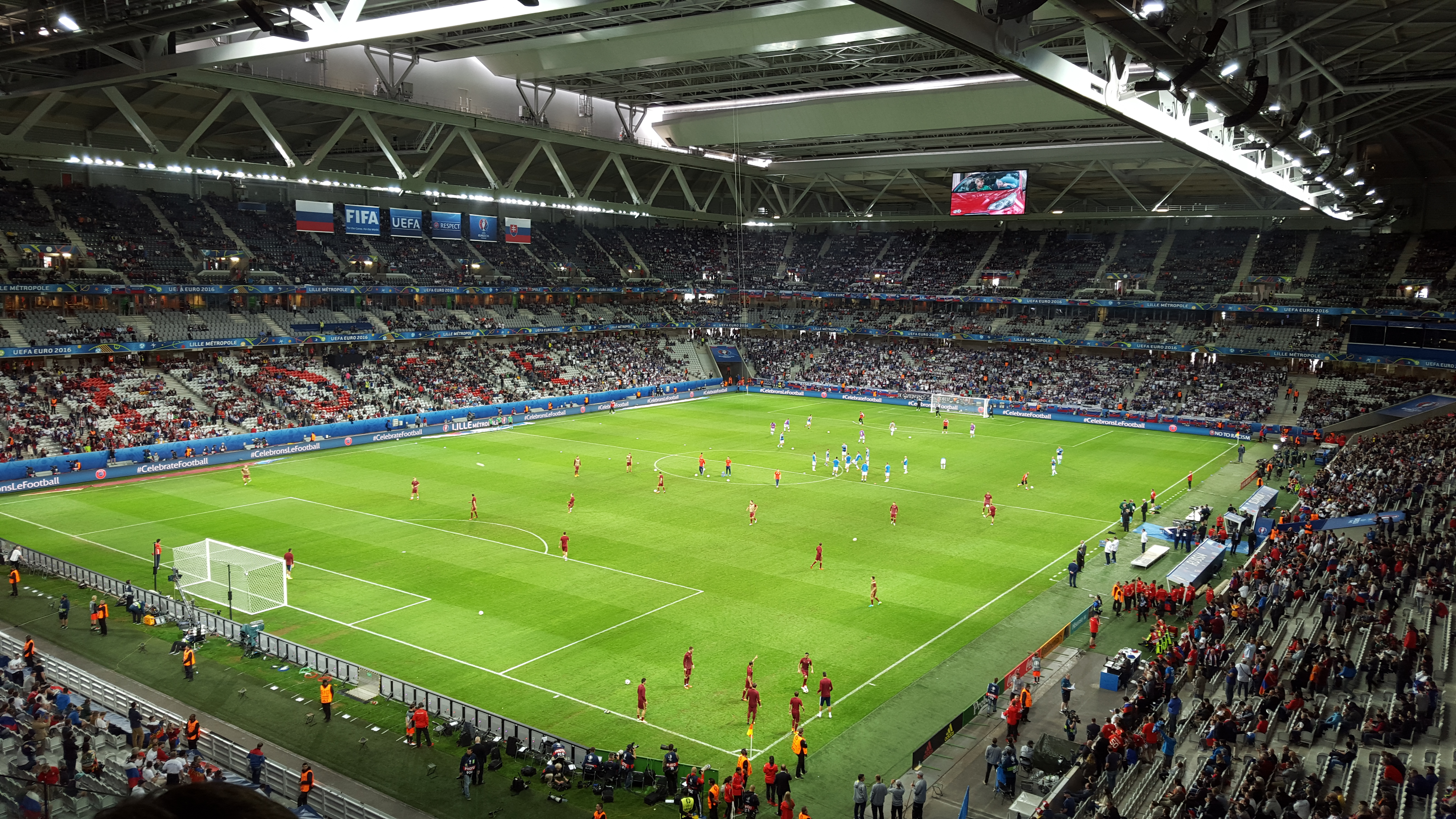
Decathlon Arena (à Lille)
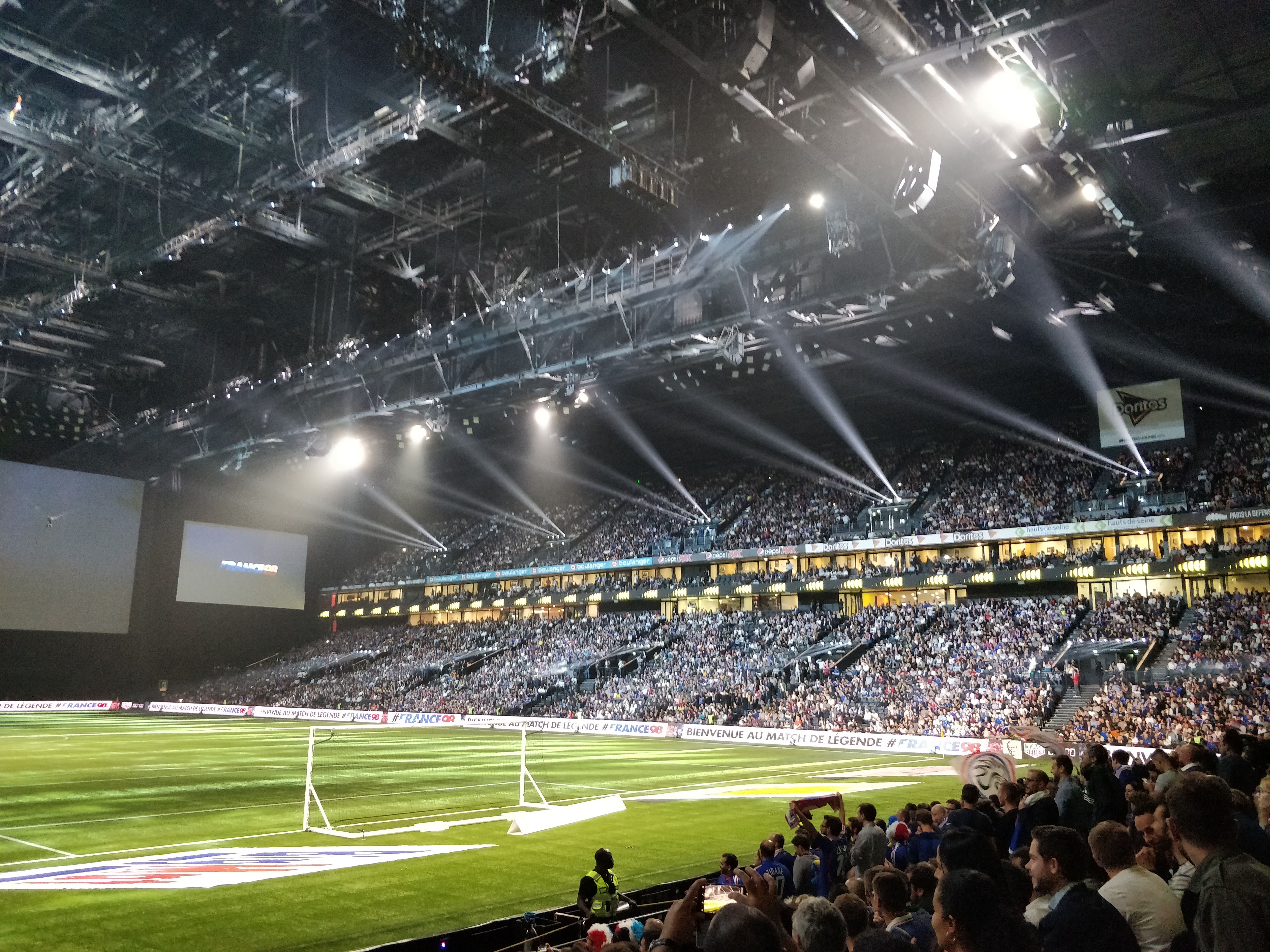
Paris La Défense Arena (à Nanterre)